# 孔卡蘭
32°34′S 65°15′W / 32.567°S 65.250°W

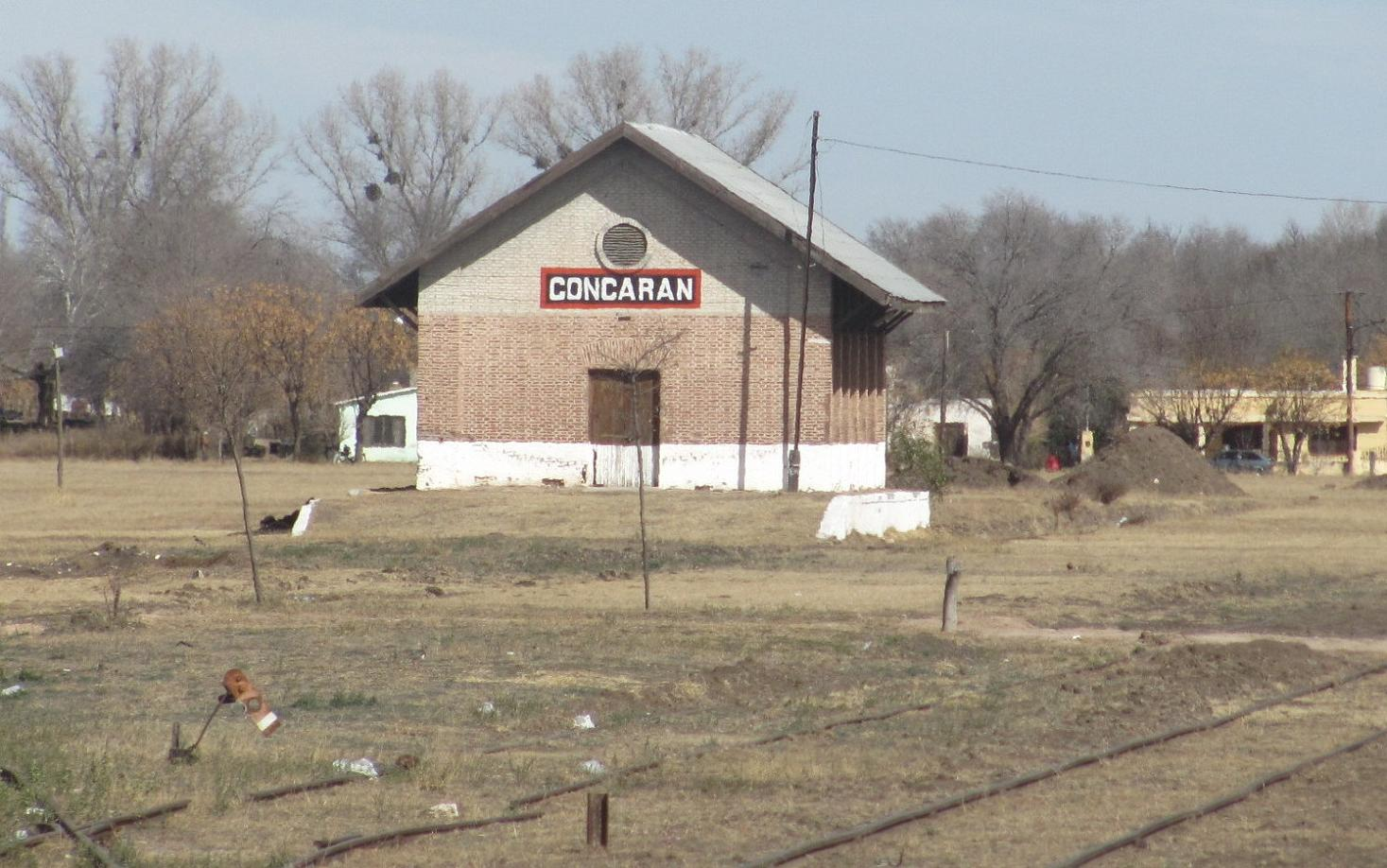
孔卡蘭

孔卡蘭（西班牙語：Concarán），是阿根廷的城鎮，位於該國中北部聖路易省，是查卡布科縣的首府，距離聖路易斯152公里，始建於1858年6月25日，海拔高度663米，2010年人口5,119。